# Regula Sfântului Benedict
Regula Sfântului Benedict (în latină Regula Benedicti) este o normă scrisă de Benedict de Nursia ca principiu care să ghideze viața călugărilor benedictini. Această pravilă a fost lăsată de Benedict de Nursia ca fundament pentru cei începători în traiul monahal, celor avansați recomandându-le regula sfântului Vasile cel Mare.
Regula Sfântului Benedict a fost redactată în limba latină în anul 540 la Monte Cassino. Scrierea are un prolog și 73 de capitole.
Sinteza regulii se regăsește în deviza benedictină ora lege et labora, „roagă-te, citește și muncește.”

## Galerie de imagini

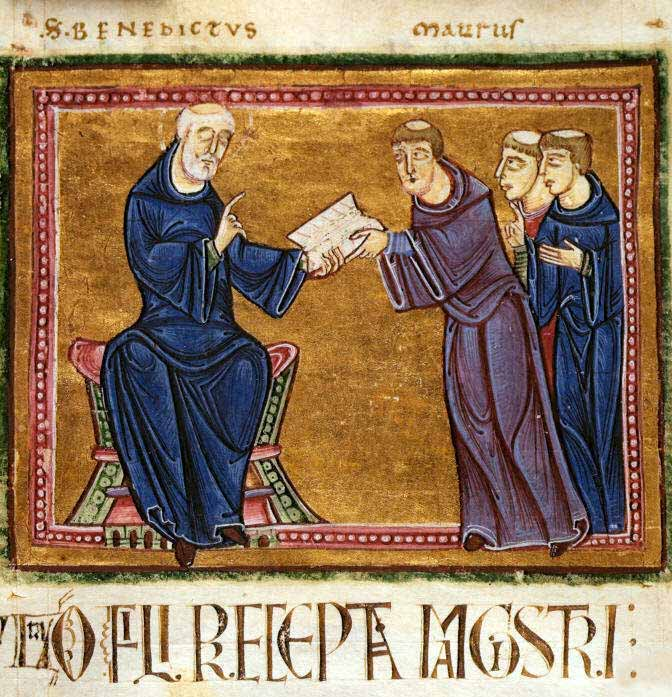
Sfântul Benedict îi înmânează regula lui Maurus, miniatură din anul 1129, Abația Saint-Gilles.